# Barkudia
Genre
Barkudia est un genre de sauriens de la famille des Scincidae.

## Répartition
Les espèces de ce genre sont endémiques d'Inde.

## Liste des espèces
Selon The Reptile Database (5 juillet 2012) :
- Barkudia insularis Annandale, 1917
- Barkudia melanosticta (Schneider, 1801)

## Publication originale
- Annandale, 1917 : A new genus of limbless skinks from an island in the Chilka Lake. Records of the Indian Museum, vol. 13, p. 17-21.